# Ognjište
Ognjište je najstariji interijer u kući. Ono je nabijeno glinom - ilovačom i ograđeno kamenom, kao vijenac od stina, a jedan manji dio bio je predviđen za pečenje i ono je bilo obloženo opekom. Ognjište je bilo pravougaonog oblika. Sastavni dio ognjišta čine i komaštre, kotlača, bronzvik, saksija, sač, maše, ožeg i dr. Komaštre su visile o gregi lise.
U kući ognjište je zauzimalo središnje mjesto uz zabatni dio kuće, tako da je ostalo dovoljno mjesta za sjediti uz ognjište, a i spavati.

## Povezani članak
- Kuhinja